# Campeonato Tocantinense
Campeonato Tocantinense - ligowe mistrzostwa brazylijskiego stanu Tocantins.

## Format
Pierwsza liga
- Pierwszy etap

Mecze rozgrywane są systemem każdy z każdym po jednym meczu
- Drugi etap

Najlepsze 6 klubów z pierwszego etapu tworzy 3 pary (1 z 6, 2 z 5, 3 z 4), które grają ze sobą mecz i rewanż
- Trzeci etap

W trzecim etapie biorą udział 4 kluby z drugiego etapu - trzech zwycięzców z drugiego etapu i ten klub spośród przegranych w drugim etapie, który uzyskał do tej pory najlepszy bilans. Tak wyłoniona czwórka gra ze sobą systemem każdy z każdym mecz i rewanż
- Czwarty etap

Dwa najlepsze kluby w trzecim etapie grają ze sobą mecz i rewanż o mistrzostwo stanu.
Jak we wszystkich rozgrywkach w Brazylii format ulega częstym zmianom.

## Kluby
Pierwsza liga
- Tocantins Esporte Clube
- Palmas Futebol e Regatas
- Tocantinópolis Esporte Clube
- Interporto Futebol Clube
- Araguaína Futebol e Regatas
- Colinas Esporte Clube
- Intercap Futebol Clube
- Gurupi Esporte Clube
- Associação Atlética Alvorada
- Clube Atlético Tocantinense
- Miracema Esporte Clube

## Lista mistrzów i wicemistrzów

### Kluby według tytułów
- 5 - Palmas, Gurupi
- 2 - Tocantinópolis, Araguaína, Interporto
- 1 - União Araguainense, Intercap, Alvorada, Colinas, Tocantins